# Iphiaulax ceressus
Iphiaulax ceressus är en stekelart som beskrevs av Cameron 1902. Iphiaulax ceressus ingår i släktet Iphiaulax och familjen bracksteklar. Inga underarter finns listade i Catalogue of Life.